# Francesco Fortunato
Francesco Fortunato (* 13. Dezember 1994 in Andria) ist ein italienischer Geher.

## Leben
Francesco Fortunato wuchs in seiner Geburtsstadt Andria auf. Bevor er im Jahr 2008 mit der Leichtathletik begann, betrieb er zunächst Fußball, Schwimmen, Tennis und Volleyball. Als Leichtathlet trainierte er anfangs für Cross- und Langstreckenläufe, ehe er bald darauf zum Gehen wechselte und frühzeitig vordere Platzierungen auf Schulebene erreichen konnte. 2013 wechselte er nach Castel Porziano und schließlich im Jahr 2020 zur G.S. Fiamme Gialle, wo er vom ehemaligen Geher und Cousin seines Vaters, Riccardo Pisani, trainiert wird. Fortunato hat Abschlüsse in Sportwissenschaften und Buchhaltung.

## Sportliche Laufbahn
2010 gewann Fortunato die Bronzemedaille bei den Italienischen U18-Meisterschaften über 5000 Meter. Ein Jahr darauf folgte die Silbermedaille in der gleichen Altersklasse. Im Februar 2012 gewann er die Goldmedaille bei den U20-Hallenmeisterschaften Italiens. Später im April nahm er im U20-Wettkampf über 10 km am Internationalen Geher-Meeting in Tschechien teil und erreichte als Zweiter das Ziel. Im Juni wurde er nach seinem Sieg in der Halle, auch in der Freiluft Italienischer Juniorenmeister. Kurz darauf nahm er über 10.000 Meter an den U20-Weltmeisterschaften in Barcelona teil. Dort blieb er allerdings hinter seinen Bestzeiten der laufenden Saison zurück und belegte am Ende den 21. Platz. 2013 gewann er mit Bestzeit von 42:02,04 min über 10.000 Meter die Silbermedaille bei den Italienischen U23-Meisterschaften. Im Sommer nahm er in der Heimat an den U20-Europameisterschaften teil und belegte über 10.000 Meter den sechsten Platz. 2014 verpasste Fortunato als Vierter knapp eine Medaille bei den Italienischen Hallenmeisterschaften. Anfang Mai bestritt er beim Geher-Weltcup in China seinen ersten Wettkampf über 20 km und beendete ihn nach 1:25:57 h auf dem 69. Platz. Einen Monat später gewann er die Bronzemedaille bei den U23-Mittelmeermeisterschaften in Frankreich. Auch 2015 belegte er den vierten Platz bei den Italienischen Meisterschaften, diesmal über 10 km. Bereits im März verbesserte er sich über 20 km auf 1:24:44 h. Im Sommer trat er bei den U23-Europameisterschaften in Tallinn an und belegte dort nach 1:28:20 h den elften Platz.
2016 gewann Fortunato im Frühjahr in der Halle seinen ersten nationalen Meistertitel bei den Erwachsenen. Dies gelang ihm anschließend auch in den vier folgenden Jahren bis 2020. Im Sommer gewann er auch bei den U23-Meisterschaften Italiens und konnte zudem bei seiner zweiten Teilnahme an den U23-Mittelmeermeisterschaften in Tunesien den Titel gewinnen. 2017 gewann er im März mit neuer Bestzeit von 1:22:04 h auch über 20 km seinen ersten nationalen Meistertitel. Damit qualifizierte er sich für die Weltmeisterschaften in London, bei denen er im August an den Start ging. Dort konnte er sich erneut leicht verbessern und beendete den Wettkampf nach 1:22:01 h auf dem 25. Platz. Ein Jahr darauf nahm er in Berlin zum ersten Mal an Europameisterschaften teil. Dort erreichte er im August als 16. das Ziel. 2019 wurde Fortunato zum zweiten Mal Italienischer Meister über 20 km. Im Juli trat er in der Heimat bei der Universiade an und belegte den fünften Platz. 2020 stellte Fortunato im Rahmen der Geher-Team-Europameisterschaften mit 1:19:43 h eine neue Bestzeit auf und qualifizierte sich damit zum ersten Mal für Olympische Sommerspiele. Anfang Oktober ging er bei den Spielen an den Start und belegte nach 1:23:43 h den 15. Platz. 2022 trat er zum zweiten Mal nach 2017 bei den Weltmeisterschaften an. Mit dem 15. Platz über 20 km erzielte er in den USA sein bestes WM-Ergebnis. Einen Monat später trat er bei den Europameisterschaften in München an. Dort belegte er den fünften Platz über 20 km.
2023 stellte Fortunato im Mai in 1:18:59 h eine neue 20-km-Bestzeit auf. Im August trat er in Budapest bei den Weltmeisterschaften an. Dort blieb er ganz knapp hinter seiner Bestzeit zurück und belegte damit im Ziel den elften Platz.

## Wichtige Wettbewerbe
| Jahr                | Veranstaltung             | Ort                 | Platz               | Disziplin           | Zeit                |
| Startet für Italien | Startet für Italien       | Startet für Italien | Startet für Italien | Startet für Italien | Startet für Italien |
| ------------------- | ------------------------- | ------------------- | ------------------- | ------------------- | ------------------- |
| 2012                | U20-Weltmeisterschaften   | Barcelona           | 21.                 | 10.000 m Bahngehen  | 43:13,27 min        |
| 2013                | U20-Europameisterschaften | Rieti               | 6.                  | 10.000 m Bahngehen  | 42:23,99 min        |
| 2015                | U23-Europameisterschaften | Tallinn             | 11.                 | 20 km Gehen         | 1:28:20 h           |
| 2017                | Weltmeisterschaften       | London              | 25.                 | 20 km Gehen         | 1:22:01 h           |
| 2018                | Europameisterschaften     | Berlin              | 16.                 | 20 km Gehen         | 1:23:04 h           |
| 2019                | Universiade               | Neapel              | 5.                  | 20 km Gehen         | 1:23:53 h           |
| 2021                | Olympische Spiele         | Tokio               | 15.                 | 20 km Gehen         | 1:23:43 h           |
| 2022                | Weltmeisterschaften       | Eugene              | 15.                 | 20 km Gehen         | 1:22:50 h           |
| 2022                | Europameisterschaften     | München             | 5.                  | 20 km Gehen         | 1:20:06 h           |
| 2023                | Weltmeisterschaften       | Budapest            | 11.                 | 20 km Gehen         | 1:19:01 h           |

## Persönliche Bestleistungen
Freiluft
- 5000-m-Bahngehen: 18:53,91 min, 17. Juni 2016, Modena
- 10.000-m-Bahngehen: 39:00,79 min, 15. Juni 2019, Florenz
- 10-km-Gehen: 38:56 min, 30. April 2023, Madrid
- 20-km-Gehen: 1:18:59 h, 21. Mai 2023, Poděbrady

Halle
- 5000-m-Gehen: 18:47,63 min, 16. Februar 2019, Ancona